# Der unbekannte Schatten
Der unbekannte Schatten (Originaltitel: Identity Crisis) ist die 18. Folge der vierten Staffel der US-amerikanischen Science-Fiction-Fernsehserie Raumschiff Enterprise – Das nächste Jahrhundert. Sie wurde in den Vereinigten Staaten über Syndication vermarktet und erstmals am 25. März 1991 auf verschiedenen Fernsehsendern ausgestrahlt. In Deutschland war sie zum ersten Mal am 14. März 1994 in einer synchronisierten Fassung auf Sat.1 zu sehen.

## Handlung
Im Jahr 2367 bei Sternzeit 44664.5 erhält die Enterprise Besuch von Lieutenant Commander Susanna Leijten, einer alten Freundin von Chefingenieur La Forge. Als die beiden noch zusammen auf der USS Victory gedient hatten, gehörten sie vor fünf Jahren zu einem Außenteam, das das Verschwinden der Besatzung eines wissenschaftlichen Außenpostens auf dem Planeten Tarchannen III untersuchen sollte. Der Fall konnte damals nicht aufgeklärt werden und Leijten muss berichten, dass nun auch die anderen Mitglieder des damaligen Außenteams verschwunden sind. Einer von ihnen, Lieutenant Hickman, konnte aufgespürt werden. Er ist mit einem gestohlenen Shuttle nach Tarchannen III unterwegs. Die Enterprise setzt einen Abfangkurs, doch Hickman reagiert nicht auf Funksprüche und die Besatzung muss hilflos zusehen, wie sein Shuttle in der Atmosphäre des Planeten verglüht.
Auf der Oberfläche werden zwei weitere Shuttles gefunden, die von Mendez und Brevelle gestohlen wurden, die ebenfalls zum damaligen Außenteam gehört hatten. Von den Piloten fehlt allerdings jede Spur. Leijten glaubt, die Anwesenheit ihrer vermissten Kameraden zu spüren. Dieses Gefühl wird auf einmal so intensiv, dass La Forge sich gezwungen sieht, mit ihr auf die Krankenstation der Enterprise zu beamen. Captain Picard und Schiffsärztin Crusher lassen zunächst keine weiteren Ausflüge auf den Planeten zu. Stattdessen sollen die bisher gesammelten Daten ausgewertet werden. Der zweite Offizier Data entdeckt auf einer in dem Shuttle gefundenen Uniform Zellen einer bislang unbekannten Lebensform. Leijten befürchtet, dass mit ihr das gleiche passieren wird wie mit den anderen Mitgliedern des Außenteams. Gemeinsam mit La Forge geht sie die Videoaufzeichnungen der Untersuchung von vor fünf Jahren durch. Schon bald verspürt sie jedoch wieder den intensiven Wunsch, auf den Planeten zurückzukehren. Zugleich verändert sich ihr Körper: Sie wird lichtempfindlich, auf ihrem Körper erscheinen leuchtende Adern und ihre Finger wachsen zusammen.
Dr. Crusher behandelt sie und stellt fest, dass ihre DNA sich verändert und jetzt zu der aus den von Data entdeckten Zellen passt. Sie vermutet, dass sich die vermissten Mitglieder des Außenteams in eine andere Spezies verwandelt haben, und hält es für sehr wahrscheinlich, dass auch La Forge bald davon betroffen sein wird. Um eine Lösung zu finden, setzt La Forge umgehend seine Arbeit fort. Bei der Auswertung der Videoaufzeichnungen fällt ihm auf einmal ein seltsamer Schatten auf, der offenbar zu keinem Mitglied des Außenteams gehört. Auf dem Holodeck erschafft er eine dreidimensionale Version der Aufzeichnung. Dies ermöglicht es ihm, als Ursprung des Schattens eine hockende Gestalt zu identifizieren, die selbst offenbar unsichtbar ist. Er kommt aber nicht mehr dazu, diese Erkenntnis mit jemandem zu teilen, denn plötzlich verändert sich auch sein Körper.
Dr. Crusher hat inzwischen herausgefunden, dass für Leijtens Verwandlung ein Parasit verantwortlich ist, der sich in ihrer Thymusdrüse eingenistet hat. Während sie nun ein Heilmittel entwickelt, wird das Verschwinden von La Forge bemerkt. Seine noch laufende Holodeck-Simulation wird entdeckt, doch er selbst ist zunächst nicht aufzufinden. Er hat sich inzwischen in ein unsichtbares Wesen verwandelt, bahnt sich einen Weg zum Transporterraum und beamt auf die Planetenoberfläche. Data entwickelt eine Methode, um die fremden Wesen mittels ultraviolettem Licht aufzuspüren. Unterdessen ist Leijten wieder zu Bewusstsein gekommen. Ihr ist klargeworden, dass die fremden Wesen, die Tarchanne, rein instinktiv handeln und sich fortpflanzen, indem sie andere Spezies mit ihrer DNA infizieren.
Mit der Hilfe von Datas Scannern gelingt es schließlich einem Außenteam, La Forge aufzuspüren. Er kehrt auf die Enterprise zurück, wo auch er geheilt werden kann. Für die anderen Mitglieder des Außenteams der Victory gibt es allerdings keine Rettung mehr, da ihre Transformation bereits vollständig abgeschlossen ist. Picard lässt Warnbojen im Orbit von Tarchannen III aussetzen, damit der Planet von niemandem mehr betreten wird.

## Verbindungen zu anderen Star-Trek-Produktionen
La Forges früherer Dienst auf der Victory war zuvor bereits in Folge 2.03 (Sherlock Data Holmes) von 1988 kurz thematisiert worden.
Die Fähigkeit der Tarchanne, Angehörige anderer Spezies durch DNA-Manipulation in ihresgleichen zu verwandeln, wurde in ähnlicher Weise in mehreren späteren Star-Trek-Produktionen wieder aufgegriffen:
- In Folge 3.20 (Die neue Identität) von Star Trek: Raumschiff Voyager aus dem Jahr 1997 wird Fähnrich Harry Kim von der USS Voyager vom Volk der Taresianer umgewandelt, was aber rückgängig gemacht werden kann.
- In Folge 6.18 (Asche zu Asche) von Star Trek: Raumschiff Voyager aus dem Jahr 2000 wird Fähnrich Lyndsay Ballard, ein verstorbenes Besatzungsmitglied der Voyager, vom Volk der Kobali wieder zum Leben erweckt und in eine von ihnen umgewandelt.
- In Folge 3.03 (Transformation) von Star Trek: Enterprise aus dem Jahr 2003 werden Captain Jonathan Archer, Lieutenant Malcolm Reed und Fähnrich Hoshi Sato von der Enterprise NX-01 durch ein Virus zeitweilig in Angehörige des ausgestorbenen Volks der Loque'eque verwandelt.

## Produktion

### Drehbuch
Die Folge basiert auf einem unverlangt eingesendeten Drehbuchentwurf von Tim de Haas. De Haas schrieb später noch die Vorlage für Folge 1.05 (Transplantationen) von Star Trek: Raumschiff Voyager. Dies sind seine beiden einzigen Drehbucharbeiten.
Die ursprüngliche Geschichte wurde von Brannon Braga noch einmal stark überarbeitet. Ursprünglich sollten es zwei Gastcharaktere sein, die sich verwandeln, doch Braga entschied sich, dies auf La Forge zu übertragen, da er fand, dass diese Figur bisher zu stark vernachlässigt worden war. Eine angedachte Liebesgeschichte zwischen La Forge und Leijten wurde zu einer Freundschaft abgeändert, da La Forges (eher unglückliches) Liebesleben schon in mehreren früheren Folgen thematisiert worden war.

### Darsteller
Die Hauptfigur Deanna Troi (Marina Sirtis) hat in dieser Folge keinen Auftritt.
Amick Byram, Darsteller von Paul Hickman, spielte auch Ian Andrew Troi in Folge 7.07 (Ort der Finsternis) von Raumschiff Enterprise – Das nächste Jahrhundert aus dem Jahr 1993.
Dennis Madalone, Darsteller von Chief Hendrick, ist hauptberuflich Stuntman. Er arbeitete als Stuntdouble, Statist und Gastdarsteller in zahlreichen Folgen von Raumschiff Enterprise – Das nächste Jahrhundert, Star Trek: Deep Space Nine und Star Trek: Raumschiff Voyager sowie im Spielfilm Star Trek VI: Das unentdeckte Land. Er war außerdem Stuntkoordinator bei Raumschiff Enterprise – Das nächste Jahrhundert (ab Staffel 3), Star Trek: Deep Space Nine und Star Trek: Raumschiff Voyager.
Mona Grudt, Darstellerin von Fähnrich Graham, wurde 1990 bekannt, als sie als erste und bislang einzige Norwegerin den Miss-Universe-Wettbewerb gewann. Hierauf folgte eine kurze Schauspielkarriere, die neben dieser Rolle nur noch einen Auftritt in einer Folge der Seifenoper California Clan umfasste.
Die beiden Radiomoderatoren Brian Phelps und Mark Thompson aus Los Angeles übernahmen Statistenrollen als in Tarchanne verwandelte Besatzungsmitglieder der Victory.

### Maske, Kostüme und Effekte
Das Außenteam der Victory trägt die Uniformvariante, die auch in den ersten beiden Staffeln von Raumschiff Enterprise – Das nächste Jahrhundert verwendet worden war.
Für die Tarchanne wurden von Michael Westmore und Robert Blackman Anzüge entworfen, die mit UV-Farbe bemalt wurden. Zudem erhielten die Darsteller Kontaktlinsen, die unter Schwarzlicht leuchteten.
Mit LeVar Burtons Tarchanne-Make-Up waren vier Maskenbildner sechs Stunden lang beschäftigt. Laut Michael Westmore handelte es sich damit um das aufwändigste Make-Up der gesamten Serie.

## Rezeption
Die Folge wurde 1991 für einen Primetime Emmy Award in der Kategorie „Beste Leistung im Make-up für eine Serie“ nominiert.
Keith DeCandido bewertete Der unbekannte Schatten 2012 auf tor.com als eine leicht überdurchschnittliche Folge von Raumschiff Enterprise – Das nächste Jahrhundert. Er mochte die Idee, La Forges Vorgeschichte zu thematisieren, sowie das Mysterium, dass es zu lösen gilt. Unglaubwürdig fand DeCandido allerdings, dass La Forge die Untersuchung praktisch allein vornimmt. Spätestens mit der Erkrankung von Leijten hätte ihm eine Wache oder ein Mediziner zur Seite gestellt werden müssen. Ebenso unglaubhaft fand er die Reproduktionsmethode der Tarchanne, die voll und ganz darauf angewiesen ist, dass Fremde den Planeten besuchen.
Derek Draven führte Der unbekannte Schatten 2020 auf screenrant.com in einer Liste der 10 furchteinflößendsten Folgen von Raumschiff Enterprise – Das nächste Jahrhundert auf Platz 6.